# Jozef Bomba
Jozef Bomba (Bardejov, 30 marzo 1939 – Košice, 27 ottobre 2005) è stato un calciatore cecoslovacco, dal 1993 slovacco, di ruolo difensore.

## Caratteristiche tecniche
È stato un difensore centrale e terzino destro.

## Carriera
Durante la sua carriera disputò 279 partite nella prima divisione cecoslovacca realizzando 8 reti.
Debuttò con la Nazionale cecoslovacca il 1º maggio 1960 nella partita amichevole Cecoslovacchia-Austria (4-0). Fece parte della selezione classificatasi seconda ai Mondiali di calcio del 1962 senza mai scendere in campo.